# Helleborus serbicus
Helleborus serbicus är en ranunkelväxtart. Helleborus serbicus ingår i släktet julrosor, och familjen ranunkelväxter.

## Underarter
Arten delas in i följande underarter:
- H. s. malyi
- H. s. serbicus